# لنغ كرندن (باكينجهامشير)
لنغ كرندن (بالإنجليزية: Long Crendon)‏ هي قرية و أبرشية مدنية تقع في المملكة المتحدة في إنجلترا.  يقدر عدد سكانها بـ 2,451 نسمة .